# Nomografía

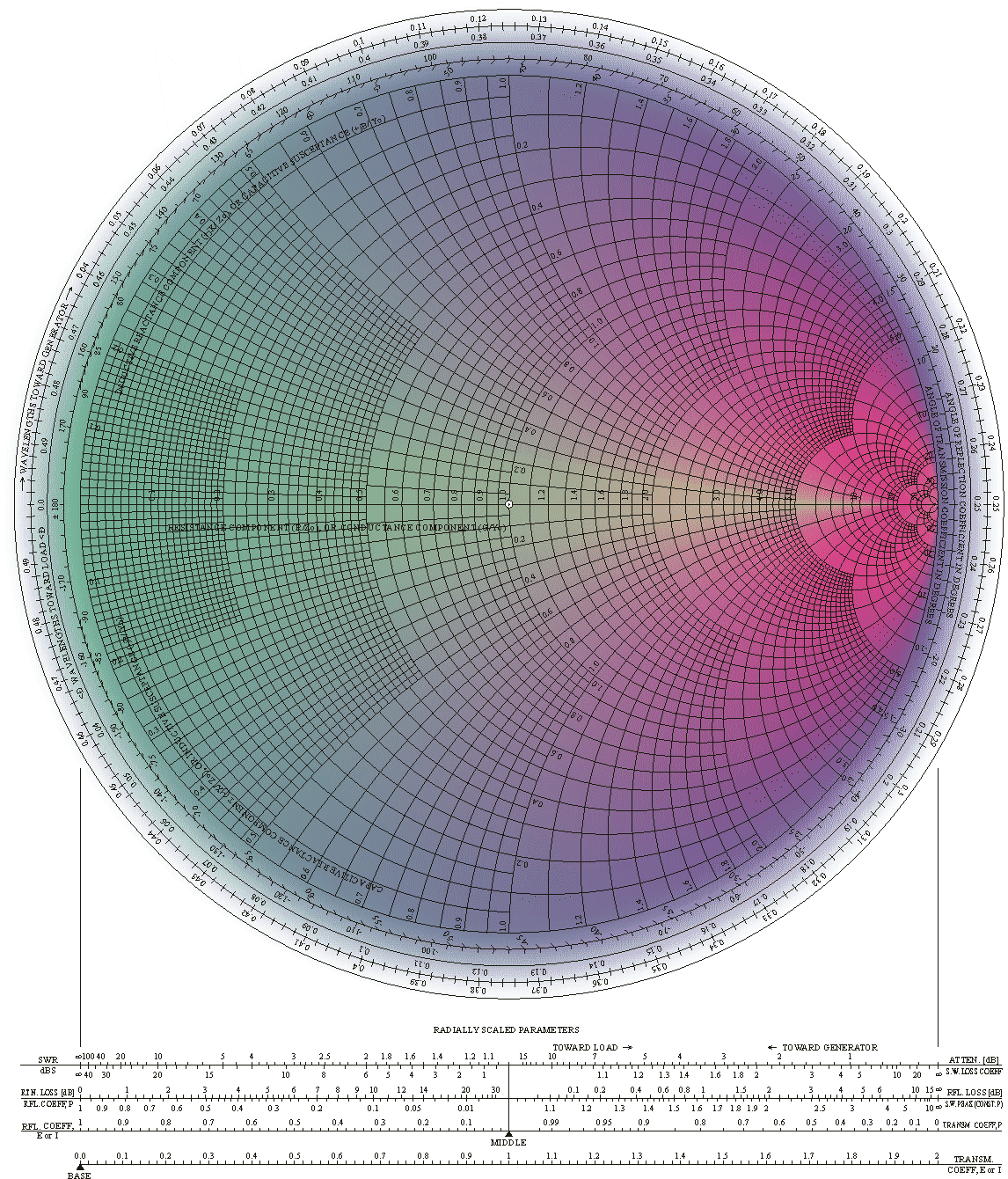
Nomograma: Carta de Smith.

La nomografía es una rama de la geometría analítica que se ocupa de representar gráficamente los valores de una función de un número cualquiera de variables. Las figuras resultantes, que reflejan a escala los diferentes valores tanto de las variables como de la función, reciben el nombre de nomogramas.
La generalización de la teoría nomográfica permitió ampliar sucesivamente sus posibilidades, despejar sus limitaciones y fijar su taxonomía. De todos modos, por su misma naturaleza, cada nomograma representa unitariamente el conjunto de soluciones de un problema analítico determinado y, por tanto, ha de elaborarse específicamente para él.

## Historia
Los primeros pasos de la nomografía son muy remotos. Los astrolabios medievales ya eran instrumentos destinados a resolver problemas astronómicos de forma gráfica y mecánica, como lo fueron muchos otros tipos de sectores y de cuadrantes.
La invención de la Escala de Gunter en el siglo XVII constituyó la primera representación gráfica de una función mediante una escala graduada y fue esencial para todos los avances posteriores. Otro hito decisivo fue la invención por Descartes de la geometría analítica, que permite la representación gráfica de cualquier función matemática por medio de una curva. 
En 1797 L. Pouchet publicó una obra titulada Métrologie terrestre, que contiene un apéndice designado Arithmétique linéaire en el que se contiene el primer intento sistemático de construcción de tablas gráficas de doble entrada, al tiempo que se expresa claramente la idea del cálculo gráfico.
En 1842 Léon Lalanne propuso el empleo de dispositivos de este género para el cálculo de desmontes y terraplenes, y en 1843 formuló el principio de anamorfosis, que facilitó mucho la construcción de estos gráficos de doble entrada, a los que llamó ábacos, al sustituir, en la mayoría de los casos, las líneas curvas por rectas. J. Massau generalizó este principio hacia 1880.
Maurice d'Ocagne reemplazó en 1884 los cuadriculados y sistemas de curvas por simples escalas graduadas, rectas o curvas, gracias a su concepción de los «puntos isópletos». Posteriormente sistematizó todos estos métodos dispersos en un cuerpo definitivo de doctrina, atribuyéndole el nombre de «nomografía».